# Cranbrook Shire
Cranbrook Shire är en kommun i Western Australia, Australien. Kommunen, som är belägen 320 kilometer sydsydost om Perth, i regionen Great Southern, har en yta på 3 277 kvadratkilometer, och en folkmängd på 1 079 enligt 2011 års folkräkning. Huvudort är Cranbrook.